# Yūko Itō
Yūko Itō (jap. 伊藤 裕子 Itō Yūko; ur. 18 kwietnia 1974 w Setagayi, w Tokio) – japońska modelka i aktorka.

## Filmografia

### Seriale
- Kaitou Yamaneko (NTV 2016)
- Designer Baby ~ Hayami Keiji, Sankyuumae no Nanjiken (NHK 2015)
- Shinigami-kun (TV Asahi 2014) gościnnie
- Kinkyu Torishirabe Shitsu (TV Asahi 2014) gościnnie
- Shi no Hasso (Fuji TV 2014)
- Keiji no Manazashi (TBS 2013) gościnnie
- Kyumei Byoto 24 Ji 5 (Fuji TV 2013)
- Doku (Poison) (NTV 2012)
- Iryu Sousa 2 (TV Asahi 2012) gościnnie
- Irodori Himura (TBS 2012)
- Miyabe Miyuki "Gokujou" Mysteries Nagai Nagai Satsujin (TBS 2012)
- Ekkyou Sousa (TV Asahi 2011)
- Zouka no Mitsu (Wowow 2011)
- Mitsu no Aji ~ A Taste of Honey (Fuji TV 2011) odc.1
- Kaikoukan Kuroda Kosaku (Fuji TV 2010) odc.6
- Tantei Club (Fuji TV 2010)
- Marks no Yama (Wowow 2010)
- Rinjo 2 (TV Asahi 2010)
- Keishicho Sosa Ikka 9 Gakari 4 (TV Asahi 2009) odc.10
- Meitantei no Okite (TV Asahi 2009) odc.3
- Yukemuri Sniper (TV Tokyo 2009)
- Bocho Mania 09 (NTV 2009) gościnnie
- Fukuie Keibuho no Aisatsu (NHK 2009)
- Real Clothes SP (Fuji TV 2008)
- Last Friends (Fuji TV 2008)
- Keitai Sosakan 7 (TV Tokyo 2008)
- Mirai Koshi Meguru (TV Asahi 2008) odc.6
- Miracle Voice (TBS 2008)
- Sunadokei (TBS 2007)
- Mikka Okure no Happy New Year! (TBS 2007)
- Gekai Hatomura Shugoro Yami no Chart 2 (Fuji TV 2006)
- Regatta (TV Asahi 2006)
- Dance Drill (Fuji TV 2006) odc.6
- Gekidan Engimono Atarashii Ikimono (Fuji TV 2005)
- Gekai Hatomura Shugoro Yami no Chart (Fuji TV 2004)
- Division 1 Tokyo MICHIKA (Fuji TV 2004)
- Koi no Kara Sawagi Drama Special Love Stories (NTV 2004)
- Nouka no Yome ni Naritai (NHK 2004)
- Marusa!! (Fuji TV 2003)
- Taiyou to Yuki no Kakera (TBS 2002)
- Nemurenu Yoru Wo Daite (TV Asahi 2002)
- Aibou (TV Asahi 2001) odc.3
- Kiken Na Tobira – Ai Wo Tejou De Tunagu Toki (TV Asahi 2001)
- Trick (TV Asahi 2000) odc.1,3
- Kasouken no Onna (TV Asahi 1999–2000)
- Shoshimin Keen (Fuji TV 1999)
- Hitoribocchi no kimi ni (TBS 1998)
- Brothers (Fuji TV 1998)
- Narita Rikon (Fuji TV 1997)
- Hitotsu Yane no Shita 2 (Fuji TV 1997)

### Filmy
- Yamikin Dogguzu2 (2016)
- Boku ga Inochi wo Itadaita Mikkakan (2016)
- Rinjo: Gekijoban (2012)
- Kaitanshi Jokei (2010)
- Together (2009)
- Umi no Ue no Kimi wa, Itsumo Egao (2009)
- Shisei: Seou onna (2009)
- Nagai nagai satsujin (2008)
- Bubble Fiction: Boom or Bust (2007)
- Cherry Girl (2006)
- Eko eko azaraku: R-page (2006)
- Dakara watashi wo suwarasete (2006)
- Guroduka (2005)
- Marihu no Hana (2005)
- Hoshi ni Negai wo (2003)
- Messengers (1999)